# Moulin à eau des Jésuites de Saint-Stanislas
Pour les articles homonymes, voir Moulin à eau (homonymie).

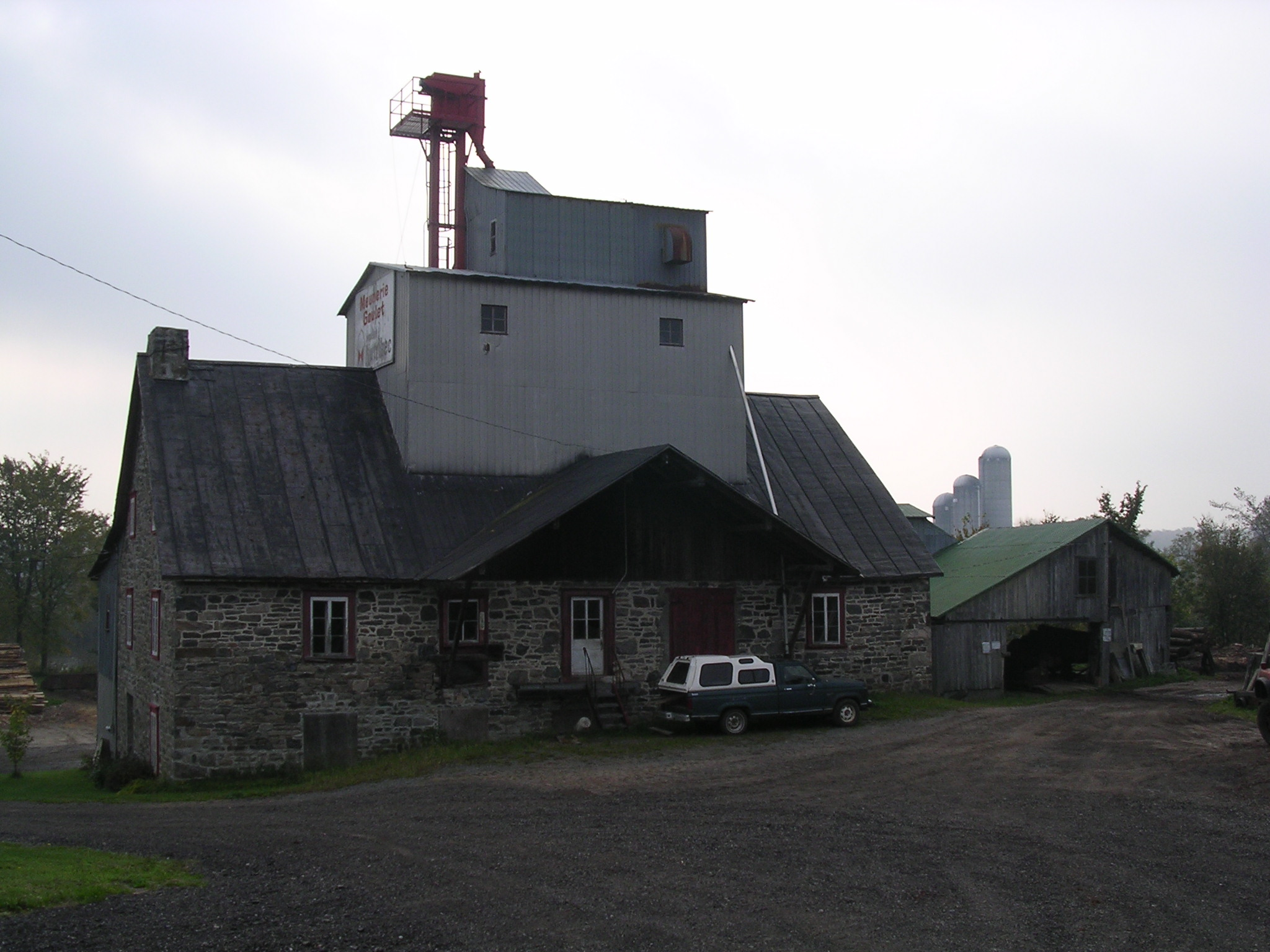
Façade du Moulin Goulet à Saint-Stanislas, en 2005

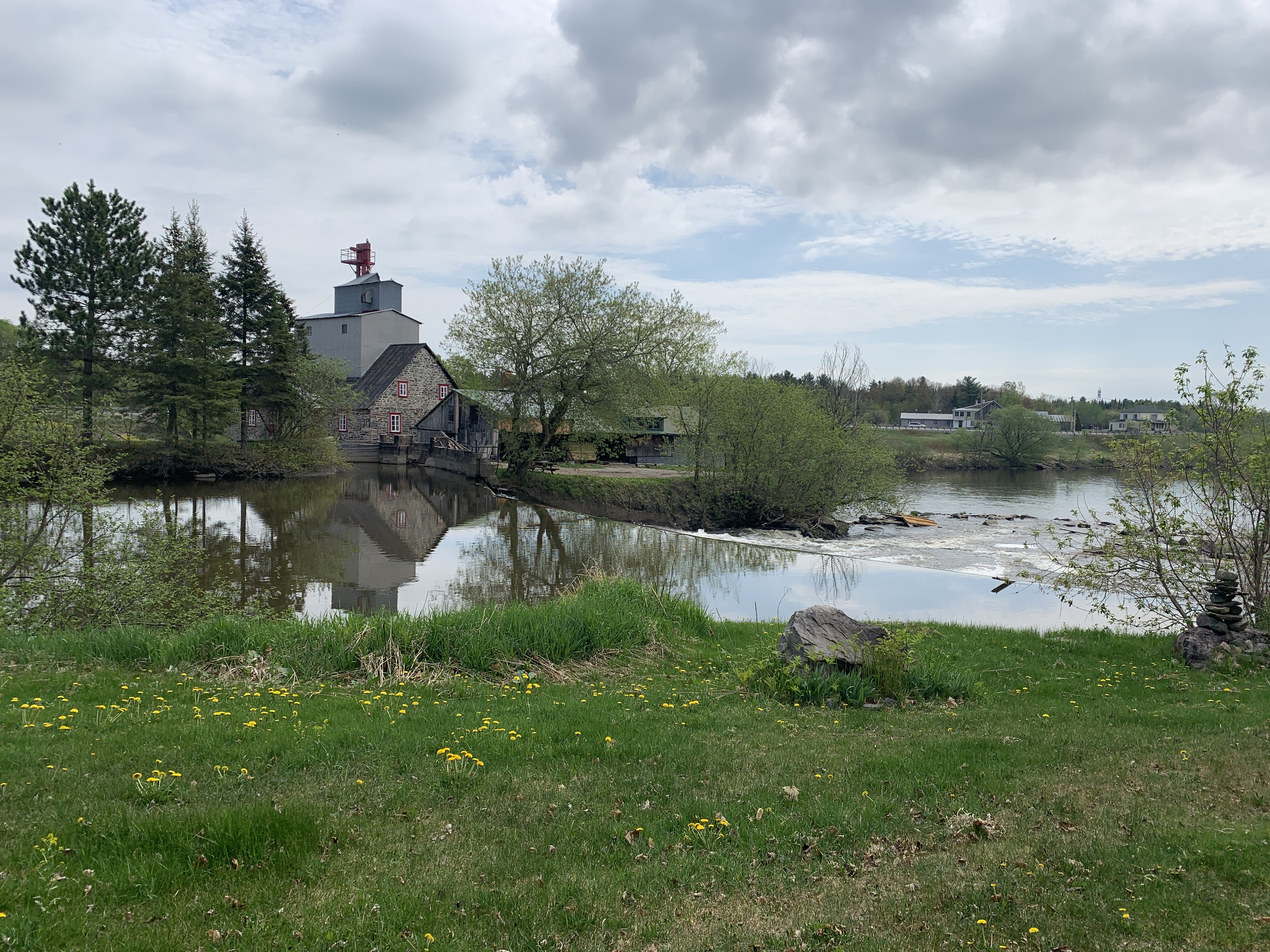
Rivière des Envies, barrage, Moulin Goulet (Moulin des Jésuites), à eau, à farine, meunerie, moulin à scie, 2020

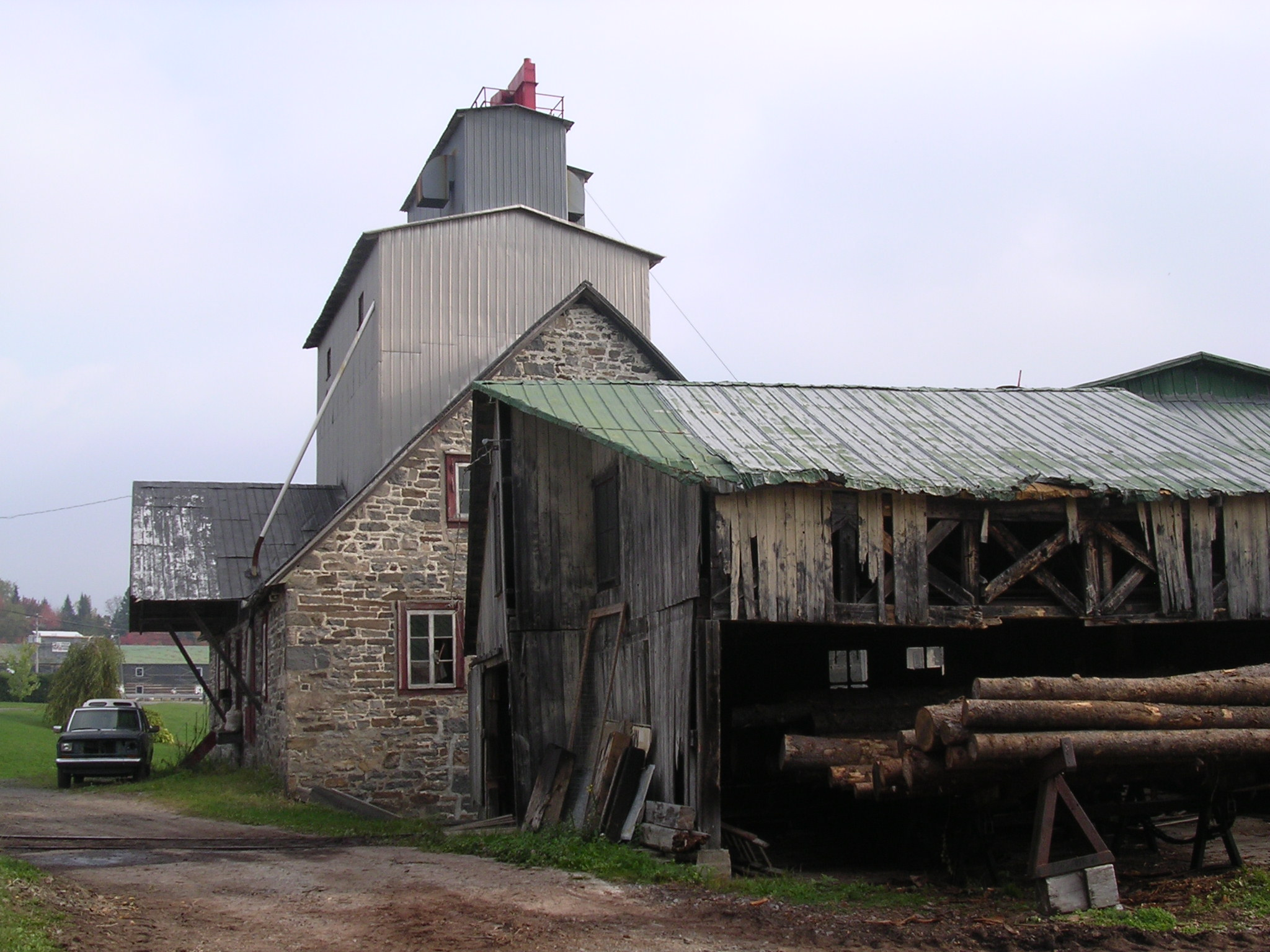
Moulin à scie annexé au Moulin Goulet, 2005

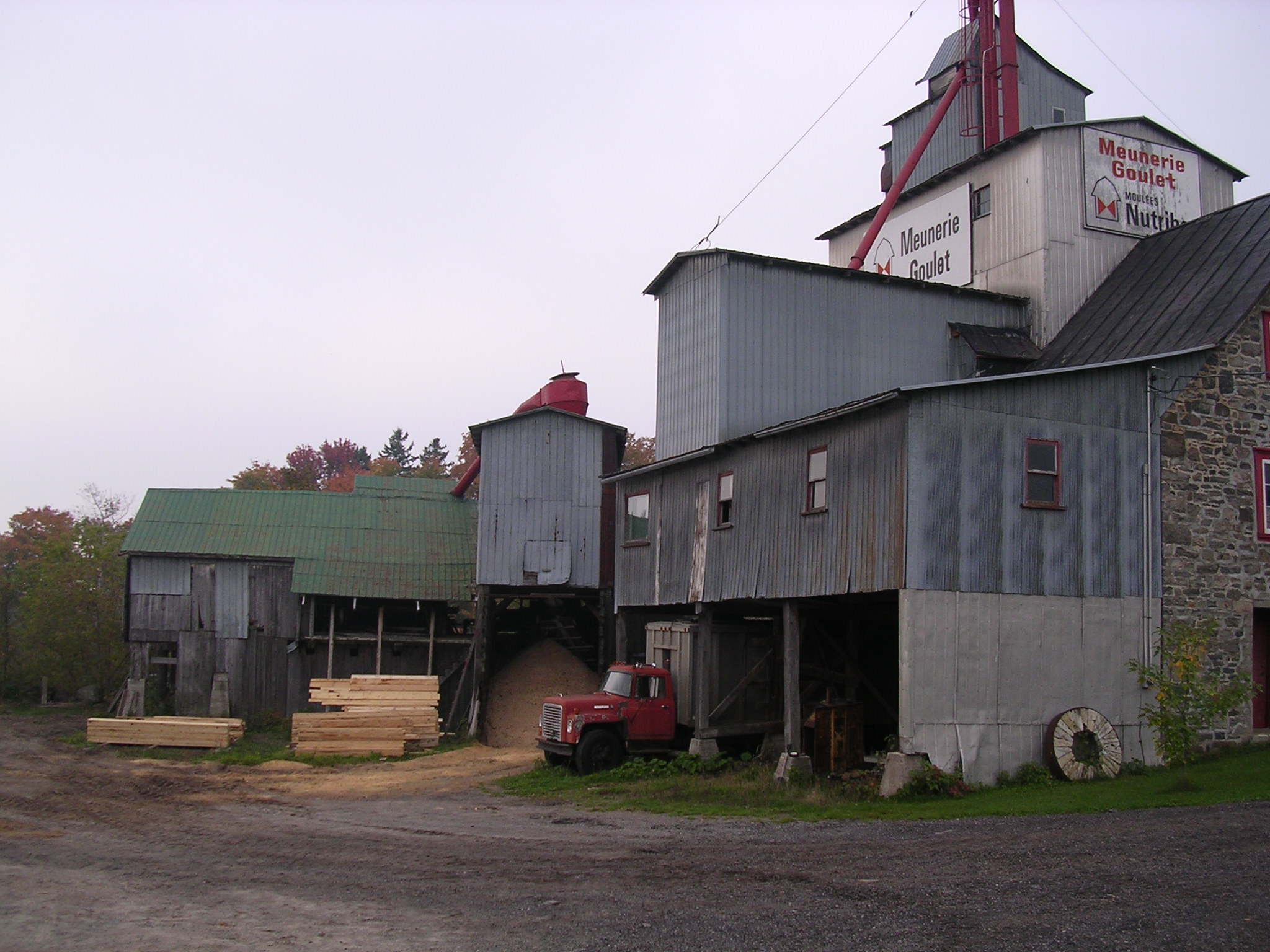
Arrière du Moulin Goulet, 2005

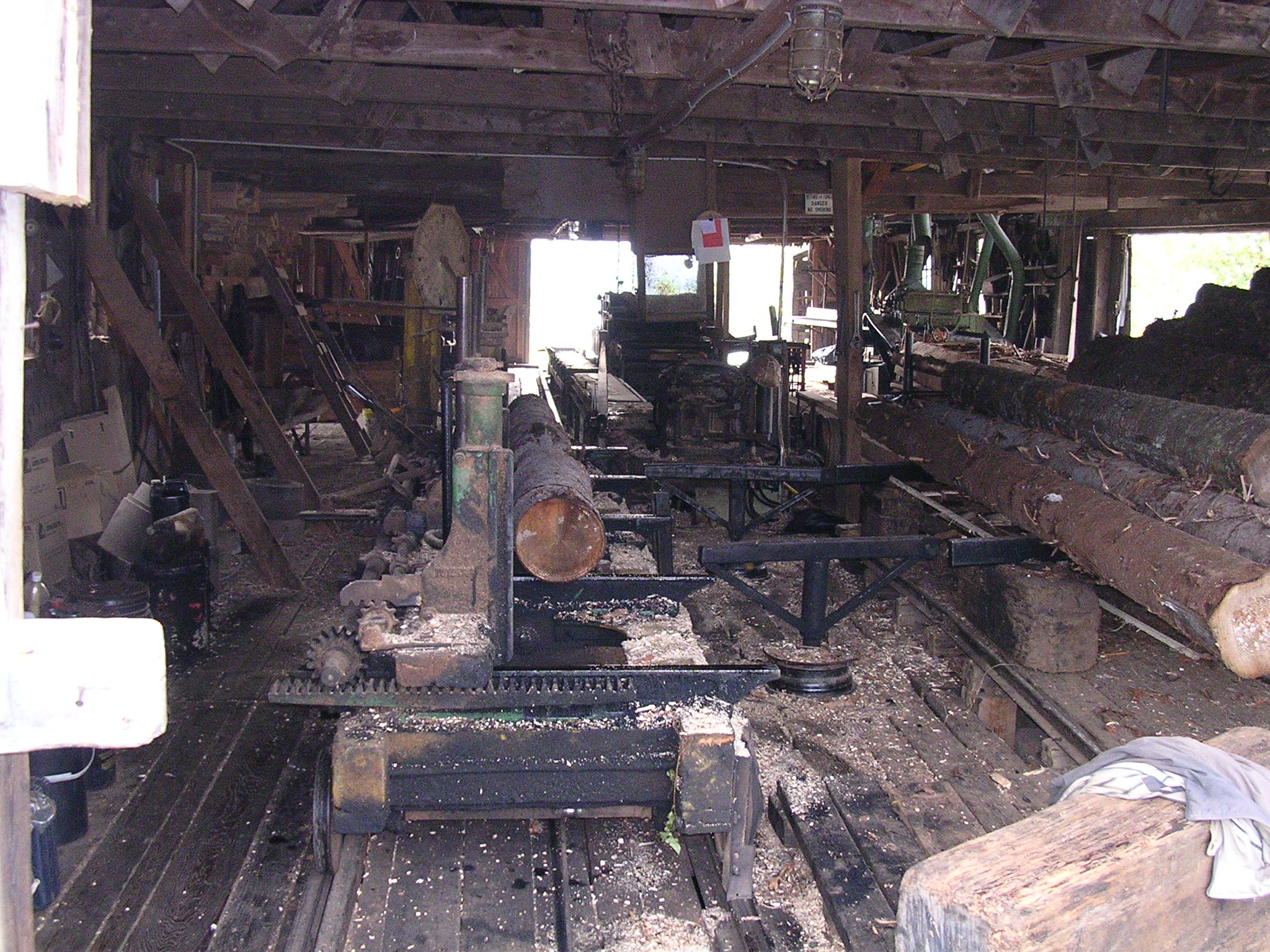
Intérieur du moulin à scie, au Moulin Goulet, 2005

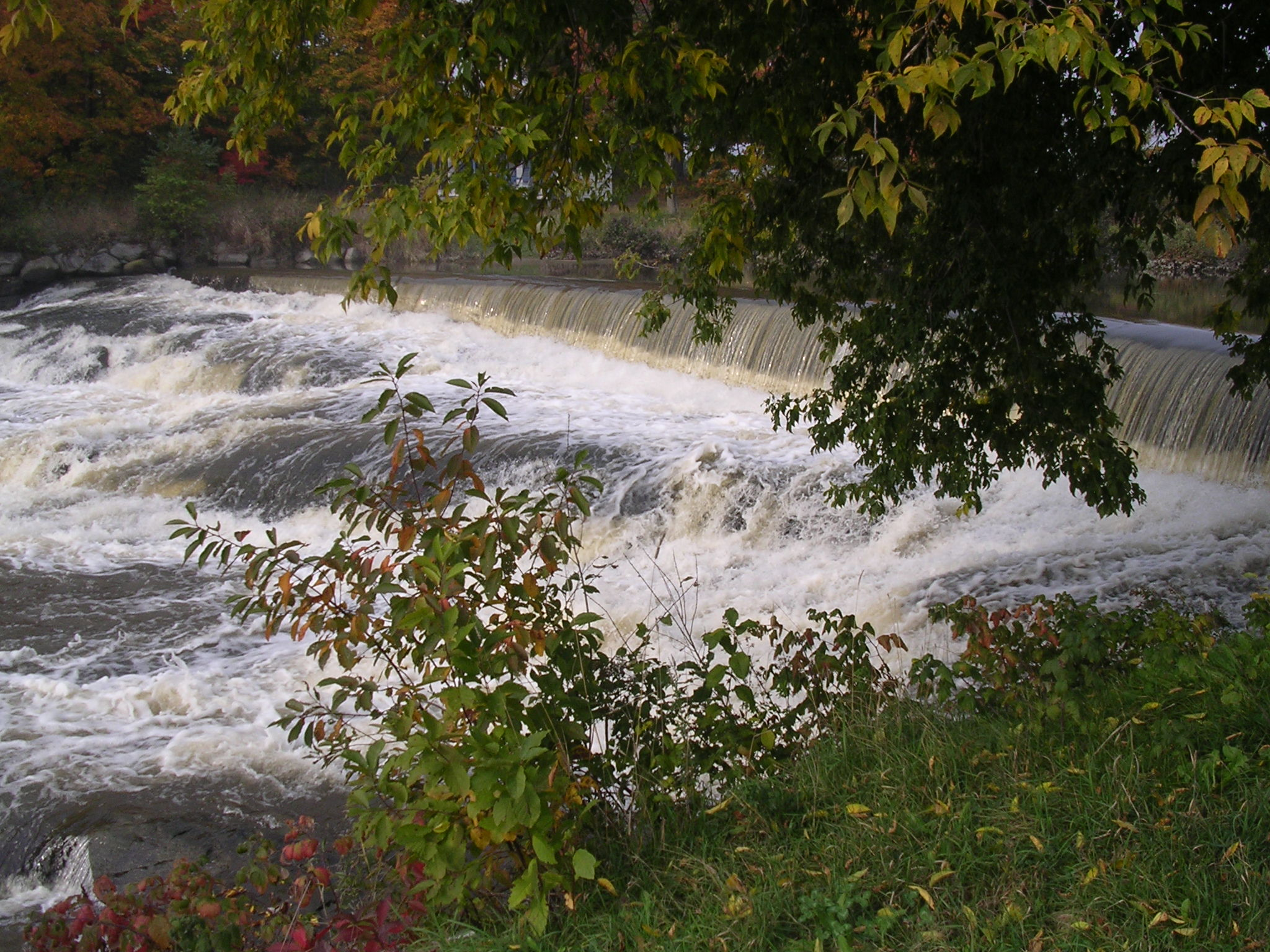
Barrage sur la rivière des Envies, au Moulin Goulet 2005

Le Moulin à eau des Jésuites de Saint-Stanislas est l'un des derniers moulins à eau du Québec au Canada.

## Identification
- Nom du bâtiment : Moulin à eau des Jésuites
- Autre nom du bâtiment : Moulin Goulet
- Adresse civique : 930 route 159
- Municipalité : Saint-Stanislas
- Propriété : Privée

## Construction
- Date de construction : 1781
- Nom du constructeur : Les Jésuites de la Seigneurie de Batiscan
- Nom du propriétaire initial :Les Jésuites de la Seigneurie de Batiscan

## Chronologie
- Évolution du bâtiment:

Autrefois ce moulin était activé par une roue à aubes, qui faisait tourner les meules en pierre. Ces meules venaient de France. Elles servaient à écraser le grain qui passait entre ces deux meules pour en faire de la farine. Aujourd'hui, on peut voir les premières meules à l'entrée de la cour dressées en monument.
- Autres occupants ou propriétaires marquants:

Les premiers maîtres meuniers furent Michel Déry et son frère Joseph Déry. En 1800, il est devenu la propriété de la couronne, et il fut négligé par le Gouvernement et fermé de 1817 à 1826, alors que son emplacement appartenait à Jean-Baptiste Ayot puis à Gaston Campbell. En 1826, le moulin fut loué de nouveau à Michel Déry et de 1835 à 1848 au maître-meunier, Noël Marchand. Les deux moulins devinrent par la suite la propriété de Joseph Marchand, Onésime et Raphaël Lamy. En 1925, Mecville Goulet fit l'acquisition du domaine et des deux moulins.Il dirigea les moulins jusqu'à ce que ses fils Rosaire et Richard en prennent la relève. En 1983 est venue la 3e génération : le fils de Richard Goulet, Alain Goulet.
- Transformations majeures:

Le gouvernement fit rénover le moulin par Monsieur Marchand qui, à la fin de son bail, l'acheta avec résidence au deuxième étage. Avec ses fils, il construisit en 1860, un moulin à scie tout à côté. Mecville Goulet installa un dynamo qui produisait l'éclairage électrique chez lui et à quelques fermes voisines. Autrefois le barrage était fait en bois; c'est Mecville Goulet qui, en 1939, l'a reconstruit en béton. Les moulins sont encore actionnés par la force hydraulique des turbines dont elles développent chacune 118 forces motrices.En 1999, Monsieur Alain Goulet fabrique la moulée de poulet pour son poulailler qui contient 16 000 poussins par période (un jour à 42 jours) jusqu'à la transformation de gros poulets.

## Mise en valeur
- Constat de mise en valeur :
- Site d'origine : Oui
- Constat sommaire d'intégrité :
- Responsable :

## Note
Le plan de cet article a été tiré du Grand répertoire du patrimoine bâti de Montréal et de l'Inventaire des lieux de mémoire de la Nouvelle-France.